# Bienkoxenus transaltaicus
Bienkoxenus transaltaicus is een rechtvleugelig insect uit de familie sabelsprinkhanen (Tettigoniidae). De wetenschappelijke naam van deze soort is voor het eerst geldig gepubliceerd in 1989 door Podgornaya & Gorochov.